# Пепербокс Тэрнера
Пепербокс Тэрнера — шестиствольный гладкоствольный «пистолет-перечница», создан британским оружейным мастером Томасом Тэрнером (Thomas Turner).
Шесть гладких стволов изготовлены из цельного куска стали обычным способом, каждый пронумерован у казённой части. Капсюли находятся под прямым углом к оси стволов и не имеют перегородок. Казённая часть имеет заслонку для капсюлей.
Ударно-спусковой механизм двойного действия требовал значительного усилия при нажатии на спуск, так как приводил в действие храповик, который проворачивал стволы. Стволы вращались на центральной оси, ввинченной в казённую часть. Доступ к капсюлям открывался с помощью отверстия справа от курка. Нажатием на спуск можно поднять носовую часть курка, для того чтобы стволы прокрутить вручную против часовой стрелки.
Это оружие (или, возможно, бундельревольвер Мариэтта) упоминается в поэме Н. А. Некрасова «Кому на Руси жить хорошо»:
«Он пистолетик выхватил, 
Как сам, такой же толстенький, 
И дуло шестиствольное 
На странников навёл: 
«Ни с места! Если тронетесь, 
Разбойники! грабители! На месте уложу!..»